# Стив Олтън
Стив Олтън (на английски: Steve Alten) е американски писател на бестселъри в жанра трилър, хорър и научна фантастика.

## Биография и творчество
Стив Олтън е роден на 21 август 1959 г. в Хавъртаун, Пенсилвания, САЩ, в семейството на Лари и Барбара Олтън. Израства в предградията на Филаделфия.
Учи в Университета на Пенсилвания, който завършва през 1981 г. с бакалавърска степен по физическо възпитание. Завършва с магистърска степен по спортна медицина от Университета в Делауеър, а през 1988 г. с докторска степен Университета „Темпъл“.
След дипломирането си работи като продавач на индивидуални системи за пречистване на вода. Премества се във Флорида където работи като генерален мениджър на завод за месо. През юни 1992 г. се жени за Кимбърли Олтън, медицинска сестра. Имат три деца.
Недоволен от работата си и стремейки се да издържа 5-членното си семейство Стив Олтън решава да пише книги, такива каквито той обича да чете, и за което си мечтае много отдавна. Пише своя роман вечер след работа и в почивните си дни. Първият си фантастичен трилър „Мегалодон“ завършва през 1996 г. За да плати таксата за редактиране трябва да продаде колата си. На 13 септември 1996 г. (петък) той напуска работата си и се посвещава на писателската си кариера.
Романът „Мегалодон“ е публикуван през 1997 г. като първа част от едноименната серия. В него главният герой палеобиологът Джонас Тейлър води борба на живот и смърт в зоната на неизвестността и първичния ужас със звяра от мрачните дълбини на океана акулата мегалодон. Трилърът веднага се превръща в бестселър и е преведен на над 20 езика по света.
В следващите си произведения Стив Олтън развива различни теми като пророчеството на маите, краят на залежите от петрол, отвличането на загадъчна ядрена подводница, загадката на чудовището от Лох Нес.
С течение на годините произведенията му стават много търсени от юношите и това стартира участието му в националната програма с нестопанска цел „Осинови автор“ предназначена да насърчава учащите да четат повече книги чрез лични разговори, кореспонденция, раздаване на плакати, учебни материали, интерактивен сайт и други форми.
Освен автор на романи Стив Олтън пише и сценарии за филми.
Той е любител на различни спортове – бейзбол, баскетбол и др. През 2009 г. му откриват заболяване от паркинсон в голяма степен причинено от получения стрес при подготовката и изготвянето на романа „The Shell Game“, за който е бил тероризиран от неизвестни лица.
Стив Олтън живее със семейството си в Уест Палм Бийч, Флорида.

## Произведения

### Самостоятелни романи
- Fathom (1998)
- Goliath (2002)
- The Shell Game (2008)
- Grim Reaper: End of Days (2010)
- The Omega Project (2013)
- Sharkman (2014)
- Undisclosed (2017)

### Серия „Лох“ (Loch)
1. The Loch (2005)
2. Vostok (2015)

### Серия „Мегалодон“ (MEG)
- Origins (2011) – предистория на поредицата

1. Meg: A Novel of Deep Terror (1997)
Мегалодон, изд.: ИК „Обсидиан“, София (1997), прев. Владимир Германов
2. The Trench (1999)
Марианската падина, изд. ИК „Амбър“ (2002), прев. Юлия Чернева
3. Primal Waters (2004)
4. Hell's Aquarium (2009)

### Серия „Домейн“ (Domain)
1. Domain (2001)
Денят на змията, изд. ИК „Амбър“ (2001), прев. Юлия Чернева
2. Resurrection (2004)
Възкресяване: Какво става с нас след като умрем, изд.: ИК „Бард“, София (2004), прев. Юлиян Стойнов
3. Phobos: Mayan Fear (2011)

### Серия „Пророчеството на маите“ (Mayan Prophecy)
1. The Mayan Prophecy (2011)
Пророчеството на маите, изд. ИК „Алекс-Софт“ (2012), прев. Ирена Райчева
2. The Mayan Resurrection (2011)
3. The Mayan Destiny (2012)

### Участие в общи серии с други писатели

#### Серия „Мъртва стръв“ (Dead Bait)
2. Dead Bait 2 (2011) – с Рамзи Кембъл, Тим Къран, Гай Н. Смит и Джеймс Робърт Смит
от серията има още 2 романа от различни автори

### Разкази
- Lost in Time (2009)

### Филмография
- 2001 Shark Hunter – по идея на серията „Мегалодон“